# Bataille de Höchstädt (1703)
Pour les articles homonymes, voir Bataille de Höchstädt.
Guerre de Succession d'Espagne
Batailles
Campagnes de Flandre et du Rhin
- Landau (1702)
- Friedlingen (1702)
- Kehl (1703)
- Ekeren (1703)
- Höchstädt (1703)
- Spire (1703)
- Schellenberg (Donauworth) (1704)
- Blenheim (1704)
- Landau (1704)
- Vieux-Brisach (1704)
- Eliksem (1705)
- Ramillies (1706)
- Stollhofen (1707)
- Cap Béveziers (1707)
- Cap Lizard (1707)
- Audenarde (1708)
- Wynendaele (1708)
- Lille (1708)
- Gand (1708)
- Malplaquet (1709)
- Douai (1710)
- Bouchain (1711)
- Denain (1712)
- Bouchain (1712)
- Douai (1712)
- Landau (1713)
- Fribourg (1713)

Campagnes d'Italie
- Carpi (1701)
- Chiari (1701)
- Crémone (1702)
- Luzzara (1702)
- Verceil (1704)
- Cassano (1705)
- Nice (1705-1706)
- Calcinato (1706)
- Turin (1706)
- Castiglione (1706)
- Toulon (1707)
- Gaeta (1707)
- Cesana (1708)
- Syracuse (1710)

Campagnes d'Espagne et de Portugal
- Cadix (1702)
- Vigo (navale 1702)
- Cap de la Roque (1703)
- Gibraltar (août 1704)
- Ceuta (1704) (es)
- Málaga (1704)
- Gibraltar (1704-1705)
- Marbella (1705)
- Montjuïc (1705)
- Barcelone (1705)
- Badajoz (1705)
- Barcelone (1706)
- Murcie (1706) (es)
- El Albujón (1706) (es)
- Santa Cruz de Ténérife (1706) (en)
- Almansa (1707)
- Xàtiva (1707)
- Ciudad Rodrigo (1707) (en)
- Lérida (1707)
- Tortosa (1708)
- Minorque (1708)
- Gudiña (1709)
- Almenar (1710)
- Saragosse (1710)
- Brihuega (1710)
- Villaviciosa (1710)
- Barcelone (1713-1714)

Campagnes de Hongrie
- Saint-Gotthard (1703) (en)
- Biskupice (1704) (en)
- Smolenice (1704) (en)
- Koroncó (1704) (en)
- Zsibó (1705) (en)
- Saint-Gotthard (1705) (en)
- Trenčín (1708) (en)

Antilles et Amérique du sud
- Santa Marta (1702)
- Guadeloupe (1703)
- Nassau (1703)
- Colonia del Sacramento (1704)
- Carthagène (1708)
- Rio (1710)
- Carthagène (1711)
- Rio (1711)
- Cassard (1712)

La première bataille de Höchstädt, également appelée bataille de Hochstett, eut lieu le 20 septembre 1703, près de Höchstädt an der Donau en Bavière, pendant la guerre de Succession d'Espagne. Elle s'est terminée par une victoire de l'armée franco-bavaroise du maréchal de Villars sur les Autrichiens du général Von Stirum (de).

## Prélude
Le 5 septembre 1703, le gros de l'armée impériale, commandé par Louis-Guillaume, margrave de Baden-Baden prend la ville libre d'Augsbourg, menaçant l'ouest de la Bavière. Au nord du Danube, 23 000 hommes, sous le commandement de Von Stirum (de), passent à l'est et atteignent Höchstädt le 19 septembre. Le maréchal de Villars et l'électeur de Bavière, envoient une armée de 17 000 hommes pour les intercepter, cependant qu'une autre armée de 7 000 hommes commandés par d'Usson est chargée de les encercler de l'arrière, près de Dillingen.

## Le déroulement de la bataille
Le plan est sur le point d'échouer quand le corps de d'Usson, en infériorité numérique, attaque trop tôt. Mais Villars et Maximilien-Emmanuel arrivent juste à temps, fondant sur l'armée impériale avant que celle-ci n'ait eu le temps d'ajuster ses positions. Von Stirum (de), qui ne doit son salut qu'à la farouche résistance de son arrière-garde commandée par le prince d'Anhalt-Dessau, parvient in-extremis à sauver son armée et à rejoindre Nördlingen.

## Bilan
Les Autrichiens perdent plus de 12 000 hommes (le maréchal Claude de Villars mentionne dans ses Mémoires 7500 prisonniers habsbourgeois, sans compter les morts et les prisonniers, page 122 du Tome-II de l'édition de 1884), soit plus de la moitié des effectifs habsbourgeois, 33 canons et le train de l'armée tout entière.
Les Français et les Bavarois ont perdu entre 500 et 1 000 hommes (Villars, dans ses Mémoires, déjà cité, mentionne 500 hommes blessés ou morts, mais il se peut qu'il ne prenne pas en compte les pertes bavaroises). 
Cette bataille sera suivie l'année suivante, le 13 août 1704, par une autre bataille. Cette fois-ci, les Autrichiens, alliés aux Britanniques et aux Néerlandais, infligent une sévère défaite aux Français lors de la deuxième bataille de Höchstädt, également connue sous le nom de bataille de Blenheim.